# Contim
 (décembre 2010).
Si vous disposez d'ouvrages ou d'articles de référence ou si vous connaissez des sites web de qualité traitant du thème abordé ici, merci de compléter l'article en donnant les références utiles à sa vérifiabilité et en les liant à la section « Notes et références ».
Contim, parfois appelé Contim do Rio, est une freguesia portugaise de la municipalité de Montalegre dans le District de Vila Real.
La freguesia (paroisse) comprend en son sein les villages de Contim, de Sao Pedro et de Vilaça. La population totale de la "freguesia" est évaluée à 200 habitants, hors périodes estivales, période durant laquelle la population quadruple.

## Population
Le village même de Contim est un des moins peuplés de la municipalité de Montalègre, avec une dizaine d'habitants permanents tout au plus. En été, sa population devient l'une des plus importantes de toutes les freguesias de Montalègre, avec un pic de 250 personnes en 2003.
Comme tous les villages de la municipalité de Montalègre, Contim a connu un fort exode de sa population; une traditionnelle émigration vers la France s'est accélérée dès les années 1960, puis s'est intensifiée dans les années 1980, surtout vers l'Ile de France et la Bretagne. À noter aussi une partie de la population qui émigra vers les États-Unis ou vers la capitale, Lisbonne.
De nos jours, la population de Contim est une des plus âgées du Concelho, avec une moyenne d'âge dépassant les 50 ans.

## Géographie
Le village de Contim est situé dans une presqu'île de la municipalité de Montalègre, reliée à la ville par la construction des deux barrages dans les années 1960 : le barrage de Sezelhe et le barrage de Pisoes. Avant que le village soit relié à la ville par ses barrages, les habitants empruntaient les chemins sinueux de la montagne, ou circulaient via les fleuves en radeau.
Malgré sa situation basse en vallée, le village de Contim culmine à plus de 700 mètres au-dessus du niveau de la mer.
Le climat, de type continental avec des influences océaniques, est le climat typique du nord du Portugal. Des étés chauds et secs, accompagnés de pluies diluviennes 5 jours sur 30 au mois d'août, ainsi que des hivers rudes. Lors de la canicule de 2003, des températures allant au-delà de 46 degrés au soleil ont été enregistrées. En hiver, la neige tombe avec abondance, et comme dans tous les villages de Montalègre, il arrive que les chutes de neige perdurent jusqu'au mois d'avril.

## Histoire
Situé successivement dans la zone d'influence romaine, suève et wisigothique, Contim et ses environs ne subirent pas les raids maures qui eurent lieu dans la région entre les VIIIe et Xe siècles. Incorporé dans le royaume de Léon, la région devient très rapidement portugaise sous l'impulsion de Afonso Henriques, premier roi légendaire du Portugal depuis sa victoire historique d'Ourique sur les Arabes.
Fondé à la fin du Moyen Âge, le village de Contim n'a pas vraiment de référence historique de poids. Néanmoins, selon les témoignages et les dires des plus anciens, des apparitions de saints locaux ont été répertoriées entre le XVIIe siècle et la fin de la Seconde Guerre mondiale, prévenant notamment les habitants de Contim et des environs de dangers de tous types. Une source, "a Fonte Carvalha" fut aménagée au début du XXe siècle avec l'image d'une de ces apparitions, qui se serait manifestée vers 1910 à des jeunes bergers du village. 
Sur un plan plus officiel, le vestige le plus ancien du village reste, comme pour nombre de freguesias, son église, reconstruite au début du XIXe siècle. Depuis 2004, elle a été remise à neuf grâce aux dons précieux des habitants du village et des villages alentour.

## Loisirs et activités
Chaque année, comme dans chaque freguesia de Montalègre, a lieu la fête annuelle du village, qui intervient au début de la deuxième semaine d'août. Cette fête religieuse est très importante pour les Continenses et permet, le temps d'une journée, de réunir tous les habitants de la freguesia de Contim.
La particularité de Contim face aux autres villages est l'absence de fête populaire avec musique et banquets. En effet, depuis la forte émigration des années 1970-80, il n'y a plus de fêtes proprement dite. La dernière en date eut lieu en 2000, coïncidant avec le fait que depuis cette date, le village connaît au moins un décès par an.
Face à une troisième vague d'émigration survenue à la fin des années 1990 (Espagne et Andorre), les "chegas de bois" (combats de bœufs) organisés chaque année dans le village ont désormais totalement disparu. Seul subsiste, le jour de la fête du village, un tournoi "do jogo do vinte" sorte de pétanque à la Barrosa qui consiste à faire tomber un tube de fer avec un disque de 500 à 1 000 grammes de même substance. La chute du tube équivaut à 6 points, le disque le plus proche à 4 points. Mais là aussi, les règles et le décompte des points changent de village en village.
Pendant quelques années (1980-2000), les plus jeunes instaurèrent des matches de football avec les villages voisins, durant ces périodes estivales, surtout face aux villages de Sao Pedro, Vilaça et Fiaes. Le vieillissement de la population locale et l'émigration des plus jeunes ont stoppé ces rencontres.
Un projet de formation d'un club de football local est en cours.
Les dernières activités traditionnelles sont la chasse et la pêche. Les nombreux feux de forêt de ces dernières années ont fait fuir les animaux et ont tari les quelques points d'eau, qui se comptent désormais sur les doigts d'une main. Dans les années 1960 et 70, nous pouvions recenser plusieurs dizaines de mares et d'étang.

## Faune et flore
Une légende rurale actuelle sous-entend qu'il y aurait plus de chiens que d'hommes à Contim, ce qui n'est pas totalement faux. Outre cet aspect plutôt comique du village, la faune est représentée par la forte proportion de bovins, ovins et volaille (comme dans tous les villages du Concelho). Hors du village, nous recensons le plus souvent des renards ou des lynx. Quant aux sangliers et aux loups, ils ont quasiment disparu des environs du village, du fait de la modernisation de Contim.
La flore se compose de sapins, de pins et de buissons de type fougère. Les mûres et les framboises, ainsi que la menthe, poussent en abondance dans les riches terres cultivées du village. Une agriculture plus traditionnelle de pommes de terre, de choux et de maïs, est également très importante.